# 涅魯沙伊
45°39′24″N 29°30′44″E / 45.65667°N 29.51222°E

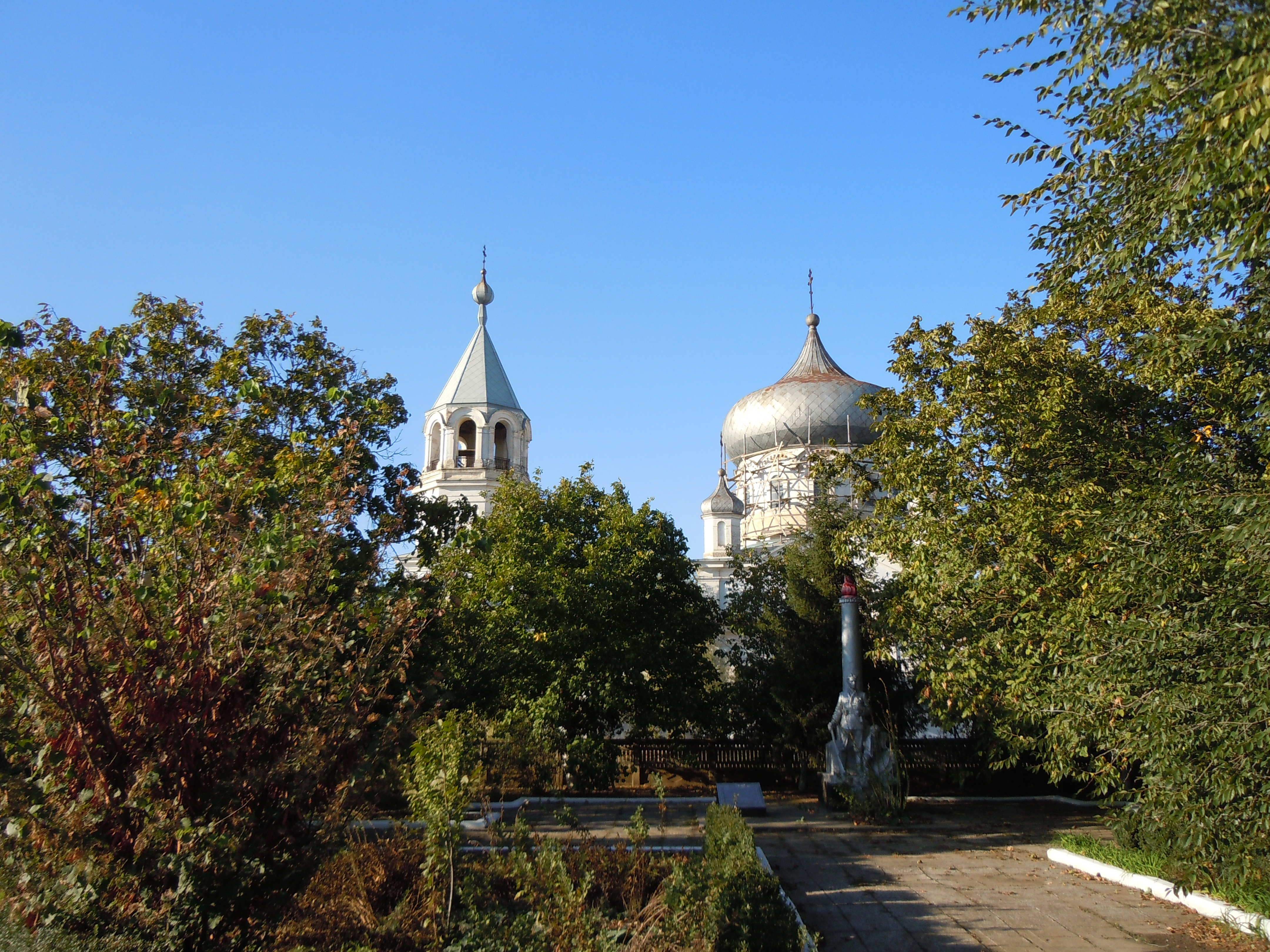

內魯沙伊（烏克蘭語：Нерушай）是位於烏克蘭西南部的村莊，由敖德萨州裡比爾霍羅德-德涅斯特羅夫斯基區的韃靼布納雷市鎮負責管轄。該村始建於1777年，面積4.23平方公里，海拔高度12米，2001年人口1,993，人口密度每平方公里471.16人。